# Montefí
Montefí és un assentament prehistòric de l'edat del bronze i l'edat del ferro, ubicat a l'extrem oest de Menorca. Al contrari que a la majoria dels poblats talaiòtics menorquins, no s'hi poden observar actualment gaires estructures arquitectòniques en superfície, si exceptuam els tres talaiots. La causa és que, a principis del segle xx, la major part de les construccions que sobresortien del terreny van ser destruïdes per convertir el jaciment arqueològic en terrenys agrícoles. Tot i així, el jaciment no es va destruir del tot: les excavacions realitzades el 2005 a la zona del Camí Vell demostren que al subsòl es conserven encara gran quantitat de restes arqueològiques, que se situen entre el període talaiòtic a Menorca i l'època medieval islàmica. No es pot descartar, però, que es puguin trobar restes més antigues. El que es pot observar avui en dia és un conjunt d'edificis i espais construïts per al desenvolupament de les necessitats i de tota l'activitat quotidiana d'un grup de població estretament vinculada a l'explotació ramadera i agrícola. Per les notícies antigues que es tenen, havia de ser un dels poblats més grans situats a l'entorn proper del port de Ciutadella. Cal assenyalar com a fet particular que no té recinte de taula, encara que, atesa la potència d'estratigrafia arqueològica que hi ha als camps que el formen i la destrucció que ha patit el poblat al llarg del temps, no se'n pot descartar la presència.
El Consell Insular de Menorca va comprar la finca de Montefí mitjançant els fons FEDER de la Unió Europea. Aquesta abasta 43.187 m2 i conté els monuments més característics d'un poblat talaiòtic.

## Els talaiots

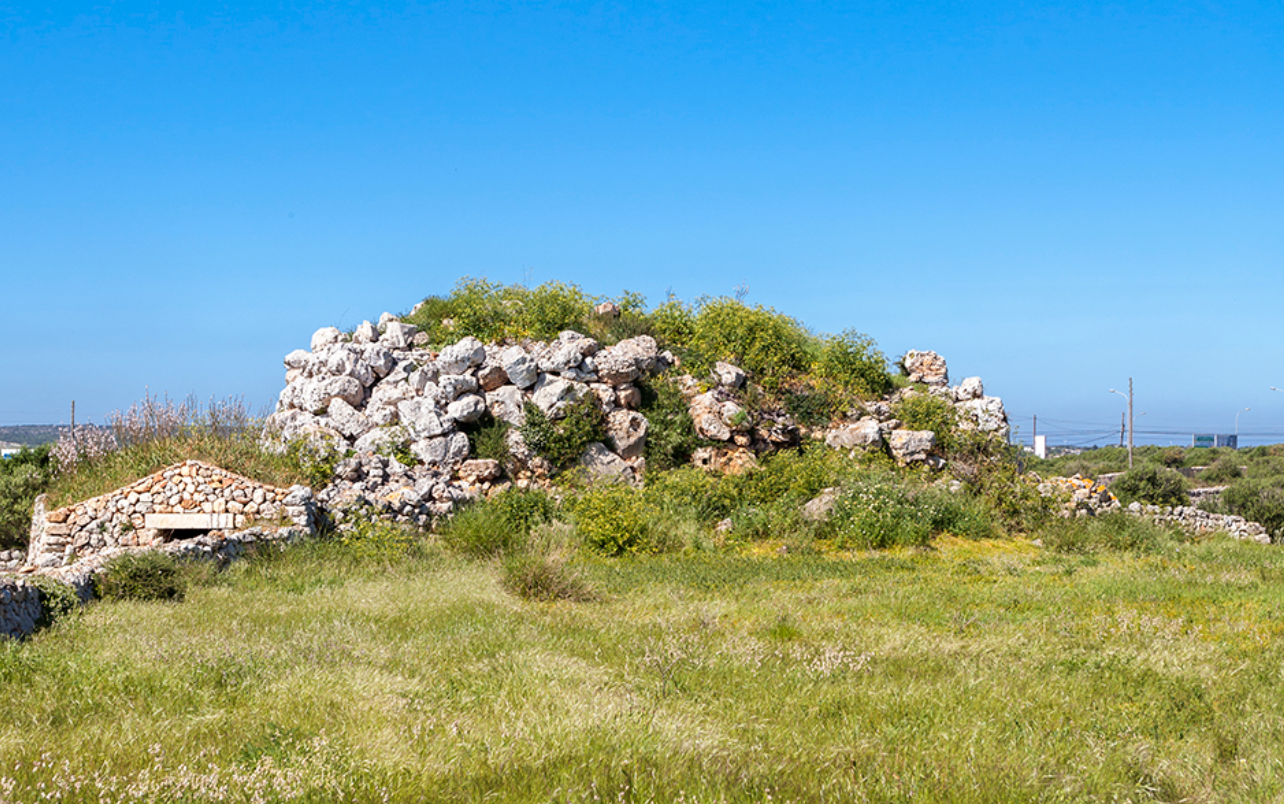
Talaiot de Montefí

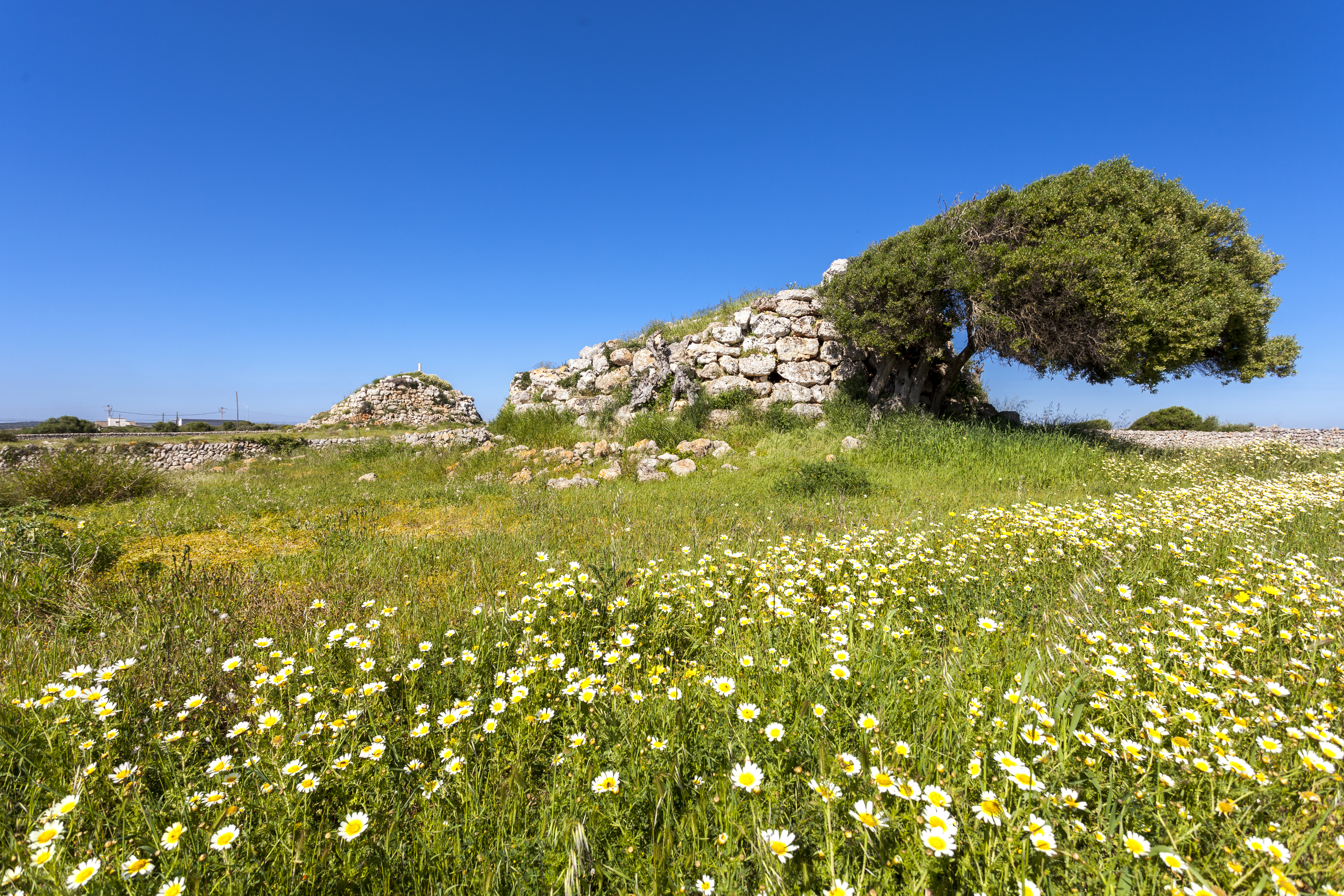
Poblat talaiòtic de Montefí

El poblat talaiòtic de Montefí actualment conserva tres talaiots ben visibles (T1, T2 i T3, més un altre de probable), perquè en temps passats almenys un va ser destruït quan es va construir la carretera Maó-Ciutadella. De les parts visibles actualment destaquen els tres talaiots. Encara que tots presenten una forma de tendència troncocònica i estan construïts amb aparell de construcció ciclòpia, cada un presenta una tipologia diferent:
- Un d'ells, el més proper a l'aparcament, presenta planta circular i és aparentment massís, de forma que l'espai útil seria a la part superior. Es caracteritza per la grandària gegant de les pedres amb què es va construir.
- El més proper a la carretera general presenta una planta de forma el·líptica, amb una espècie de façana plana. A la part superior d'aquesta façana s'hi distingeix una entrada, avui tapada amb paret seca, que també apareix a altres talaiots menorquins. Tampoc no sembla que tingués cambres internes a nivell del terra, de forma que la part útil seria a la part de dalt.
- El talaiot més petit és de planta circular i té un corredor cobert entorn d'un cos central massís, que d'una banda sembla que pujaria a un pis superior i de l'altra donaria accés a un lloc indeterminat del cos central del talaiot. No presenta obertures a nivell del terra. L'estructura interna no es pot observar clarament a causa dels ensorraments de pedres, però aparentment una intervenció posaria al descobert una interessant estructura arquitectònica.

Cap d'aquests talaiots ha estat encara objecte d'excavacions arqueològiques i, de fet,la funció i la cronologia general dels talaiots menorquins són encara objecte de debat.

## Els hipogeus
Dins de la zona arqueològica hi ha també una notable necròpolis d'hipogeus o coves funeràries artificials (dotze segons les fonts antigues), però avui en dia gairebé tots estan clausurats, farcits de sediments. Se n'identifiquen actualment sis i n'hi ha dos més de probables. Tot i que és habitual trobar alguna cova dins dels poblats talaiòtics, el nombre que en trobam a Montefí és un fet sorprenent, ja que normalment les necròpolis es solen trobar a una bona distància dels poblats. La destrucció dels nivells arqueològics d'aquestes cavitats, ocorreguda temps enrere, impedeix saber amb exactitud quan es van emprar, tot i que els hipogeus de planta complexa se situen a l'edat del ferro. Malgrat tot, no es pot descartar que siguin el resultat d'ampliacions i modificacions successives d'hipogeus de planta allargada de edat del bronze. El més monumental és a 200 m a l'est del talaiot del sud i és de notables dimensions. Presenta un corredor d'accés (3,60 m de llarg i 1,10 m d'ample) amb restes de la seva coberta. La cambra és polilobular i s'hi diferencien sis espais. Té una columna exempta de secció quadrangular en situació lateral. Va ser emprat, originalment, com a espai funerari.

## L'àrea d'emmagatzematge i producció
Durant l'execució de les obres de la Ronda Sud, el 2005 es va dur a terme una excavació arqueològica d'urgència en el tram del camí Vell, que va posar al descobert una àrea d'emmagatzematge i producció d'època talaiòtica formada per diferents elements excavats a la roca mare: disset sitges, vuit dipòsits, diferents seccions, canals i forats, alguns amb lloses de coberta i forats de pal o empremtes de les estructures que sostindrien porxos o coberts. També es van descobrir murs d'època romana i un hipogeu funerari del naviforme I (1750-1400 aC), sense sediment arqueològic. Tota aquesta àrea queda coberta i protegida amb l'objectiu de tornar-la a recuperar quan s'habiliti el nou accés d'aquest camí.

## Les estructures disperses
Segons les dades publicades des d'antic, hi havia moltes restes d'estructures ocupant l'àmplia superfície existent entre els talaiots, que avui han desaparegut de la vista a causa dels treballs agrícoles que s'hi han duit a terme en els darrers cinquanta anys.

## Intervencions arqueològiques
L'any 2000 es van dur a terme diferents treballs arqueològics que van consistir en una prospecció geofísica i en cinc sondejos de control arqueològic. El 2006 es va excavar d'urgència al Camí Vell de Ciutadella de Menorca, arran de la construcció de la Ronda Sud, que va deixar al descobert una important zona arqueològica que posteriorment es va protegir i es va cobrir. L'any 2014 es restaura un dels talaiots del poblat.
A tota la superfície de la zona arqueològica s'observen fragments de ceràmica prehistòrica de Menorca, ceràmiques púniques, ibèriques i romanes. Josep Mascaró Pasarius publica en el tom IV (pàg. 92) de la seva Geografía e historia de Menorca dinou petxines perforades trobades en aquesta finca i conservades en la col·lecció Francesc Pons Roca (Ciutadella).

## El patrimoni etnològic
Entre els elements que es poden observar avui dia al poblat s'han d'esmentar també els elements etnològics construïts amb pedra seca: pont de bestiar, menjadores, botadors, etc. que ens fa entendre la simbiosi entre aquest tipus de patrimoni i l'arqueològic al llarg dels segles.

## Període cronològic
- Època talaiòtica (segle X aC)
- Època romana (a partir de 123 aC)